# Vladímir Jirinóvski
Vladimir Volfovitch Jirinovski (em russo:  Влади́мир Во́льфович Жирино́вский; nascido Eidelshtein, em russo:  Эйдельштейн; Almati, 25 de abril de 1946 – Moscou, 6 de abril de 2022) foi um advogado e político russo. Foi deputado e ocupou o posto de vice-presidente da Duma (o parlamento russo). Também foi membro da Assembleia Parlamentar do Conselho da Europa. Foi candidato na eleição presidencial da Rússia em 2012 (vencida por Vladimir Putin na primeira volta ou primeiro turno), tendo obtido 6,22% dos votos.
Coronel do Exército, Jirinovski foi fundador e líder do Partido Liberal Democrata da Rússia (LDPR), organização de corte nacionalista e populista, com a terceira maior bancada da Duma.
No Ocidente, suas ideias foram descritas como fascistas. É considerado pelos acadêmicos russos como um neo-eurasianista.

## Morte
Em 6 de abril, o presidente da Duma anunciou que Zhirinovsky havia morrido após uma longa doença.